# Cmentarz żydowski w Janowie (województwo śląskie)
Cmentarz żydowski w Janowie – został założony pod koniec XVIII wieku i znajduje się przy obecnej ul. Kościuszki. Do naszych czasów przetrwały nieliczne zniszczone nagrobki. Cmentarz ma powierzchnię 1,2 ha.